# Austrocheirus
Austrocheirus là một chi khủng long, được Ezcurra Agnolín & Novas mô tả khoa học năm 2010.